# Антон (име)
Вижте пояснителната страница за други значения на Антон.
Антон е българско мъжко име. Има гръцки произход и означава „цвете“. Идва от ανθώ (анто).
Според някои автори името произлиза от древноримското Антоний, което означава „влизащ в бой“.
В църковния календар Антоновден се чества на деня на Свети Антоний Велики – 17 януари.
В българската именна система се среща и кратка форма Анто, както и заемката от романските езици Антонио.
За жени най-използвани са Антония и Антоанета.